# سی‌اس‌اس راپاناک
سی‌اس‌اس راپاناک (به انگلیسی: CSS Rappahannock) یک کشتی بود که طول آن ۲۰۰ فوت (۶۱ متر) بود. این کشتی در سال ۱۸۵۷ ساخته شد.